# Biểu tình Bolivia 2019
Từ ngày 21 tháng 10 năm 2019, các cuộc biểu tình và tuần hành đã diễn ra ở Bolivia là một phản ứng của người dẫn đối với các tuyên bố về gian lận bầu cử trong cuộc tổng tuyển cử năm 2019 ở quốc gia này. Các tuyên bố về gian lận xuất hiện do việc đình chỉ đột ngột việc công bố đột ngột phiếu bầu sơ bộ, trong đó cho rằng tổng thống Evo Morales đương nhiệm không dẫn đầu với một mức chênh lệch đủ lớn (10%) để tránh bị mất chức, trong đó Morales giành được hơn 10 phần trăm.
Một số nhà quan sát quốc tế bày tỏ lo ngại về thời gian trong báo cáo kết quả, theo sau là sự gia tăng số phiếu của Morales khi số lượng phiếu bầu được kiểm thêm. Morales phủ nhận các cáo buộc này và mời các chính phủ nước ngoài kiểm tra các quy trình bầu cử, hứa sẽ tổ chức một cuộc bầu cử thứ hai nếu có bất kỳ gian lận nào được tìm thấy. Người về nhì, Carlos Mesa, kêu gọi tiếp tục biểu tình cho đến khi vòng bầu cử thứ hai được tổ chức, nói rằng ông sẽ đưa ra bằng chứng về việc gian lận xảy ra. Trong khi nhiều cuộc biểu tình đã diễn ra trong hòa bình, bạo lực đã nổ ra, phần lớn chỉ sau một đêm. Các thành viên cao cấp của Đảng cầm quyền và gia đình của họ đã là nạn nhân của các cuộc tấn công, bao gồm cả việc đốt nhà cửa.
Cảnh sát và quân đội yêu cầu Morales từ chức vào ngày 10 tháng 11, và Morales đã thực hiện ngay sau đó.